# Velîke Boloto, Novi Sanjarî
Velîke Boloto (în ucraineană Велике Болото) este un sat în comuna Mala Pereșcepîna din raionul Novi Sanjarî, regiunea Poltava, Ucraina.

## Demografie
Componența lingvistică a localității Velîke Boloto
     Ucraineană (93,81%)
     Rusă (4,76%)
Conform recensământului din 2001, majoritatea populației localității Velîke Boloto era vorbitoare de ucraineană (93,81%), existând în minoritate și vorbitori de rusă (4,76%).